# Sotresgudo
Sotresgudo és un municipi de la província de Burgos a la comunitat autònoma de Castella i Lleó. Forma part de la comarca d'Odra-Pisuerga. Inclou les següents Entitats Locals Menors, incorporades el 1981:
- Amaya
- Barrio de San Felices
- Cuevas de Amaya
- Rebolledillo de la Orden
- Salazar de Amaya
- Sotovellanos

## Demografia
| 1991 |  | 1996 |  | 2001 |  | 2004 |
| ---- |  | ---- |  | ---- |  | ---- |
| 833  |  | 800  |  | 683  |  | 645  |